# Kucowołosi
Kucowołosi – reliktowa grupa etniczna Bałkanów znana z pogranicza bułgarsko-grecko-macedońskiego. Ich wyróżnikiem jest posługiwanie się dialektami wschodnioromańskimi (wołoskimi) oraz prawosławie, dlatego też zaliczyć ją można do szerszej kategorii - Wołosi. Dokładna liczba Kucowołochów nie jest znana, wiadomo że według spisu powszechnego z 2002 r. w Macedonii ok. 10 tys. osób tak określiło swoją przynależność etniczną.
Do pocz. XX w. jednym z filarów ich gospodarki było pasterstwo transhumancyjne, jednak przemiany stosunków gospodarczych oraz powstanie nowych granic spowodowały gruntowne zmiany w życiu codziennym Kucowołochów.  
Obecnie wobec zaawansowanego procesu asymilacji ich autoidentyfikacja dobiega kresu, podobnie zresztą jak innych bałkańskich grup etnicznych np. Arumunów czy Karakaczanów. Proces ten przyspieszyła migracja ze wsi do miast jak i nacjonalizmy: bułgarski i grecki.